# Stoney End
Stoney End – dwunasty studyjny album amerykańskiej piosenkarki Barbry Streisand, wydany w 1971 roku.
Album był celową zmianą stylu dla Streisand i składał się z bardziej współczesnych, pop-rockowych piosenek z repertuaru m.in. Laury Nyro, Randy’ego Newmana i Joni Mitchell.
Płyta dotarła do miejsca 10. w USA i uzyskała tam status platynowej za sprzedaż przekraczającą milion kopii.

## Lista utworów
Strona A
| 1. | „I Don’t Know Where I Stand”                  | 2:45  |
|    |                                               |       |
| 2. | „Hands Off the Man (Flim Flam Man)”           | 2:33  |
|    |                                               |       |
| 3. | „If You Could Read My Mind”                   | 3:50  |
|    |                                               |       |
| 4. | „Just a Little Lovin’ (Early in the Mornin’)” | 2:28  |
|    |                                               |       |
| 5. | „Let Me Go”                                   | 2:22  |
|    |                                               |       |
| 6. | „Stoney End”                                  | 2:59  |
|    |                                               |       |
|    |                                               | 16:57 |
|    |                                               |       |
Strona B
| 1. | „No Easy Way Down” | 3:52  |
|    |                    |       |
| 2. | „Time and Love”    | 3:39  |
|    |                    |       |
| 3. | „Maybe”            | 3:09  |
|    |                    |       |
| 4. | „Free the People”  | 3:17  |
|    |                    |       |
| 5. | „I’ll Be Home”     | 2:56  |
|    |                    |       |
|    |                    | 16:53 |
|    |                    |       |

## Notowania
| Kraj                              | Pozycja |
| --------------------------------- | ------- |
| Kanada                            | 10      |
| Stany Zjednoczone (Billboard 200) | 10      |
| Wielka Brytania (UK Albums Chart) | 28      |

## Certyfikaty
| Kraj                     | Certyfikat      |
| ------------------------ | --------------- |
| Stany Zjednoczone (RIAA) | platynowa płyta |